# Breda Ba.19
Pour les articles homonymes, voir Breda (homonymie).
Le Breda Ba.19 est un avion militaire de l'entre-deux-guerres construit par la société italienne Ernesto Breda, mis en service en 1930.

### Variantes
- Breda Ba.25